# Nová Pec
Nová Pec (en allemand : Neuofen) est une commune du district de Prachatice, dans la région de Bohême-du-Sud, en République tchèque. Sa population s'élevait à 455 habitants en 2023.

## Géographie
Nová Pec se trouve à proximité de la frontière avec l'Autriche, à 27 km au sud-sud-ouest de Prachatice, à 46 km à l'ouest-sud-ouest de České Budějovice et à 150 km au sud-sud-ouest de Prague.
La commune est limitée par Stožec et Želnava au nord, par le terrain militaire de Boletice à l'est, par Horní Planá au sud-est, et par l'Autriche à l'ouest.

## Histoire
La première mention écrite du village date de 1720.

## Administration
La commune se compose de sept sections :
- Bělá
- Dlouhý Bor
- Jelení
- Láz
- Nová Pec
- Nové Chalupy
- Pěkná

## Transports
Par la route, Nová Pec se trouve à 20 km de Volary, à 37 km de Prachatice, à 65 km de Ceské Budejovice et à 192 km de Prague.